# Liste der Bodendenkmäler in Leuchtenberg
Auf dieser Seite sind die Bodendenkmäler in dem Oberpfälzer Markt Leuchtenberg zusammengestellt. Diese Tabelle ist eine Teilliste der Liste der Bodendenkmäler in Bayern. Grundlage ist die Bayerische Denkmalliste, die auf Basis des Bayerischen Denkmalschutzgesetzes vom 1. Oktober 1973 erstmals erstellt wurde und seither durch das Bayerische Landesamt für Denkmalpflege geführt wird. Die folgenden Angaben ersetzen nicht die rechtsverbindliche Auskunft der Denkmalschutzbehörde.

## Bodendenkmäler in Leuchtenberg

### Bodendenkmäler in der Gemarkung Döllnitz
| Lage                | Objekt | Akten-Nr.     | Bild           |
| ------------------- | --- | ------------- | -------------- |
| Döllnitz (Standort) | Archäologische Befunde des Mittelalters und der frühen Neuzeit im Bereich der Katholischen Kirche St. Jakob in Döllnitz, darunter die Spuren von Vorgängerbauten bzw. älterer Bauphasen. Siehe auch: St. Jakob (Döllnitz) | D-3-6439-0030 |                |
| Döllnitz (Standort) | Mittelalterliche und frühneuzeitliche Wüstung Thonmühle. | D-3-6439-0031 | weitere Bilder |

### Bodendenkmäler in der Gemarkung Lerau
| Lage             | Objekt                                                         | Akten-Nr.     | Bild |
| ---------------- | -------------------------------------------------------------- | ------------- | ---- |
| Lerau (Standort) | Mittelalterlicher Burgstall. Siehe auch: Burgstall Unternankau | D-3-6439-0020 |      |

### Bodendenkmäler in der Gemarkung Leuchtenberg
| Lage                    | Objekt | Akten-Nr.     | Bild |
| ----------------------- | --- | ------------- | ---- |
| Leuchtenberg (Standort) | Archäologische Befunde im Bereich der mittelalterlichen Burgruine Leuchtenberg. Siehe auch: Burgruine Leuchtenberg | D-3-6439-0004 |      |
| Leuchtenberg (Standort) | Archäologische Befunde des Mittelalters und der frühen Neuzeit im Bereich der Katholischen Pfarrkirche St. Margareta in Leuchtenberg, darunter die Spuren von Vorgängerbauten bzw. älterer Bauphasen. Siehe auch: St. Margareta (Leuchtenberg)                                  | D-3-6439-0005 |      |
| Leuchtenberg (Standort) | Archäologische Befunde der frühen Neuzeit im Bereich der Katholischen Friedhofskapelle St. Sebastian in Leuchtenberg, darunter die Spuren eines Vorgängerbaus, der frühneuzeitlichen Friedhofsmauer und eines abgegangenen Beinhauses. Siehe auch: St. Sebastian (Leuchtenberg) | D-3-6439-0024 |      |

### Bodendenkmäler in der Gemarkung Michldorf
| Lage                 | Objekt | Akten-Nr.     | Bild |
| -------------------- | --- | ------------- | ---- |
| Michldorf (Standort) | Archäologische Befunde des Mittelalters und der frühen Neuzeit im Bereich der Katholischen Pfarrkirche St. Ulrich in Michldorf, darunter die Spuren von Vorgängerbauten bzw. älterer Bauphasen. Siehe auch: St. Ulrich (Michldorf) | D-3-6339-0065 |      |
| Michldorf (Standort) | Verebneter mittelalterlicher Turmhügel. Siehe auch: Turmhügel Lückenrieth | D-3-6439-0021 |      |